# Landeskriminalamt Baden-Württemberg

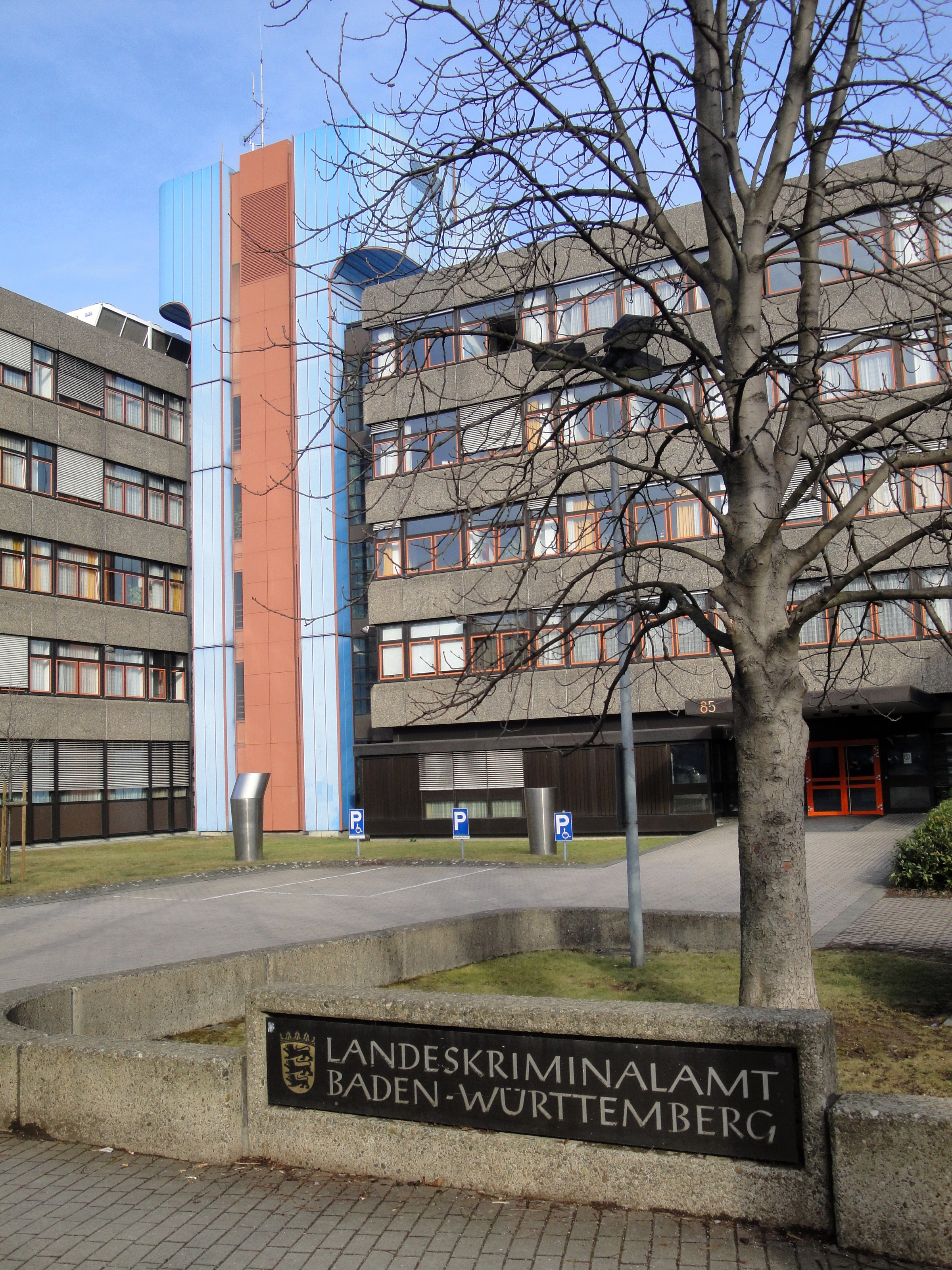
Landeskriminalamt Baden-Württemberg in Stuttgart-Bad Cannstatt

Das Landeskriminalamt Baden-Württemberg (LKA BW) ist eine Dienststelle des Polizeivollzugsdienstes. Es hat seinen Sitz in Stuttgart. Präsident des LKA ist Andreas Stenger.

## Aufgaben
Nach der Verordnung des Innenministeriums zur Durchführung des Polizeigesetzes (DVOPolG) hat es folgende Aufgaben:
- fachliche Leitung und Beaufsichtigung der polizeilichen Kriminalitätsbekämpfung
- Hinwirkung auf die Zusammenarbeit aller Polizeidienststellen bei der vorbeugenden Bekämpfung von Straftaten und der Strafverfolgung
- polizeiliche Zentralstelle für die Planung, die Einrichtung und den Betrieb von Informationssystemen

Es kann zur Wahrnehmung der Aufgaben fachliche Weisungen an die Polizeidienststellen des Landes erteilen. Allgemeine Weisungen grundsätzlicher Art dürfen aber nur mit Zustimmung des Innenministeriums gegeben werden.
Im Einzelnen soll das LKA folgende Aufgaben wahrnehmen (§ 11 DVOPolG):
- Nachrichten und Unterlagen für die vorbeugende Bekämpfung von Straftaten und die Strafverfolgung sammeln und auswerten und die Polizeidienststellen über die Ergebnisse der Auswertung und über Zusammenhänge von Straftaten unterrichten,
- ein Informations- und Kommunikationsnetz betreiben und in dieses die polizeilichen Informations- und Kommunikationssysteme sowie die sonstigen landeseinheitlichen Datenverarbeitungsverfahren und -Anwendungen integrieren,
- über Anträge auf Auskunft über personenbezogene Daten in den von ihm geführten Dateien entscheiden, soweit diese nicht nur zugriffsgeschützt für die speichernde Stelle gespeichert sind,
- über Anträge auf Löschung, Sperrung oder Berichtigung von personenbezogenen Daten in den von ihm geführten Dateien entscheiden, soweit der Antrag auch auf Auskunft über personenbezogene Daten in den von ihm geführten Dateien gerichtet ist, wenn diese nicht nur zugriffsgeschützt für die speichernde Stelle gespeichert sind, oder über den Betroffenen beim Landeskriminalamt oder im Zuständigkeitsbereich mehrerer Regierungspräsidien und des Polizeipräsidiums Stuttgart Daten vorhanden sind,
- praxisbezogene Forschung in besonderen Bereichen der polizeilichen Kriminalitätsbekämpfung zu betreiben und kriminalistische Methoden entwickeln,
- kriminaltechnische, kriminalwissenschaftliche und erkennungsdienstliche Einrichtungen zu unterhalten, Untersuchungen durchführen und Gutachten erstatten,
- das Landeskriminalblatt herausgeben,
- eine Vorschriftensammlung für die polizeiliche Kriminalitätsbekämpfung herausgeben,
- die Kriminalstatistik führen,
- Personenfeststellungsverfahren durchführen, soweit seine Einrichtung hierzu erforderlich sind oder die Mitwirkung des Bundeskriminalamtes, eines anderen Landeskriminalamtes oder einer ausländischen Polizeidienststelle erforderlich ist,
- einheitliche Formulare für die polizeiliche Kriminalitätsbekämpfung zu entwickeln und ihre Verwendung bei den Polizeidienststellen regeln,
- die in der polizeilichen Kriminalitätsbekämpfung tätigen Beamten fachlich fortbilden,
- Nachrichten über Vermisste und unbekannte Tote sammeln und auszuwerten,
- über Mittel und Maßnahmen zum Schutz vor Straftätern zu beraten,
- die nach dem Atomgesetz zuständigen Genehmigungs- und Aufsichtsbehörden sowie die Betreiber kerntechnischer Anlagen und die Beförderer von Kernbrennstoffen hinsichtlich der erforderlichen technischen Schutzmaßnahmen gegen Störungen und sonstige Einwirkungen Dritter beraten,
- die polizeiliche Zusammenarbeit in der Kriminalitätsbekämpfung mit dem Ausland koordinieren und den Rechtshilfeverkehr mit dem Ausland für die Polizeidienststellen des Landes abwickeln, soweit nicht der unmittelbare Geschäftsweg zwischen den Polizeidienststellen zugelassen ist,
- dem Bundeskriminalamt die zur Erfüllung seiner Aufgaben erforderlichen Nachrichten und Unterlagen übermitteln,
- überregionale Fahndungsmaßnahmen steuern,
- den Einsatz der Mobilen Einsatzkommandos und des Spezialeinsatzkommandos der Polizei koordinieren,
- bei Geiselnahmen und Entführungsfällen eine Koordinierungsstelle einrichten und in Abstimmung mit dem Innenministerium für die zuständige Dienststelle einsatzunterstützende und -begleitende Maßnahmen wahrnehmen,
- die Verdeckten Ermittler ausbilden, über ihren Einsatz entscheiden und sie führen,
- Zeugenschutzmaßnahmen durchführen und koordinieren,
- Verdachtsmeldungen über Geldwäsche sammeln, auswerten und steuern und Finanzermittlungen bis zur Feststellung der örtlich oder sachlich zuständigen Dienststelle durchführen.

## Strafverfolgung
Das Landeskriminalamt ist nur für eine begrenzte Zahl von Straftaten verfolgungsbefugt. Im Einzelnen handelt es sich dabei um folgende Taten:
- Friedensverrat
- Hochverrat
- Gefährdung des demokratischen Rechtsstaates
- Landesverrat
- Gefährdung der äußeren Sicherheit
- Bildung terroristischer Vereinigungen und Taten die damit zusammenhängen
- Fälle der Wirtschaftskriminalität die unter §74 Gerichtsverfassungsgesetz fallen
- Fälschung von Geld- und Wertzeichen, EC-Karten und EC-Vordrucken, überörtliches Inverkehrbringen von Falschgeld und Gebrauchs gefälschter EC-Karten, EC-Vordrucke und Kreditkarten
- Verbrechen die mit Kernenergie oder radioaktiver Strahlung begangen werden
- Straftaten gegen die Umwelt im Zusammenhang mit radioaktiven Stoffen
- Straftaten nach § 40 des Sprengstoffgesetzes
- Straftaten nach dem Kriegswaffenkontrollgesetz

In anderen Fällen darf es nur ermitteln, wenn es sich um Straftaten nach dem Betäubungsmittelgesetz, den Handel mit Waffen und Munition oder um Straftaten der organisierten Kriminalität handelt und diese Straftaten eine besondere Bedeutung haben und durch die eigentlich zuständigen Dienststellen nicht effektiv aufgeklärt werden können. Außerdem dürfen Ermittlungen übernommen werden, wenn das Innenministerium es anordnet oder das Bundeskriminalamt um Ermittlungen ersucht und das Innenministerium nicht eine andere Dienststelle für zuständig erklärt. Ferner dürfen die Ermittlungen übernommen werden, wenn zur Spurensicherung besondere technische Mittel benötigt werden, besondere Kenntnisse bei der Ermittlung erforderlich sind, die Straftaten im Gebiet mehrerer Polizeidienststellen begangen wurden und eine einheitliche Ermittlung erfolgen soll, die Straftat im Zusammenhang mit einer Straftat begangen wurde die bereits durch das LKA verfolgt wird oder eine Polizeidienststelle um Ermittlungen ersucht. Des Weiteren ermittelt das LKA, wenn eine Weisung durch die Staatsanwaltschaft erfolgt.
Das LKA kann die Ermittlung aber anderen Dienststellen übertragen, außer wenn die Staatsanwaltschaft die Ermittlungen angeordnet hat. Im Jahr 2025 verfügte das LKA Baden-Württemberg über 1.350 Mitarbeiter.

## Gliederung
Das Landeskriminalamt gliedert sich in die Stabsstelle, die Referate Öffentlichkeitsarbeit, Prävention und Qualitätsmanagement/Controlling sowie in sieben Abteilungen (Zentrale Dienste, Zentrum für Informationstechnologie der Polizei Baden-Württemberg, Einsatz- und Ermittlungsunterstützung, Ermittlung und Auswertung, Staatsschutz, Kriminaltechnisches Institut, Cyberkriminalität/Digitale Spuren).
Zum Referat Prävention gehört die Zentrale Geschäftsstelle Polizeiliche Kriminalprävention der Länder und des Bundes. Abteilung 3 (Wirtschafts- und Umweltkriminalität). Zur Abteilung 4 (Ermittlung und Auswertung) die Gemeinsame Ermittlungsgruppe Schleuser (zusammen mit der Bundespolizei) und die Gemeinsame Ermittlungsgruppe Rauschgift Polizei/Zoll, zur Abteilung 5 (Polizeilicher Staatsschutz) die Beratungs- und Interventionsgruppe Rechtsextremismus, welche beim Ausstieg aus der rechtsextremen Szene hilft und zur Abteilung 7 die Zentrale Ansprechstelle Cybercrime.

## Präsidenten
- 1971–1988: Kuno Bux[4]
- 1988–1992: Ralf Krüger
- 1992–2005: Franz-Hellmut Schürholz
- 2005–2011: Klaus Hiller
- 2011–2015: Dieter Schneider
- 2015–2021: Ralf Michelfelder
- seit 2021: Andreas Stenger[5]